# زياد محاميد
زياد محمد محاميد (ولد 1959 م) هو طبيب وشاعر وناشط سياسي فلسطيني.

## سيرته
وُلِدَ زياد محاميد في مدينة أم الفحم، يوم 6 يوليو 1959، يعمل في طب العائلة والأطفال والطب الوقائي، متزوج بالدكتوره سارة حصري منذ عام 1983، ويعيشان في أم الفحم.
نشر عدة مقالات طبية وعلمية في الشبكة والصحف المحلية. أصدر كتابا عن مرض التدخين باللغة العبرية بعنوان: «موت خلف الزاوية» توقع فيه إصابة جميع الأعضاء بتاثير من التدخين، وعدّدَ فيه 300 تشخيص لأمراض مرتبطة بالتدخين.
في عام 2012 عرض لأول مرة في مؤتمر فلسطين للأطباء بنقابة القدس في بيت لحم، «متلازمة ما بعد الإصابة بالنكبة الفلسطينية» (بالإنجليزية: The Nakbah Posttraumatic Syndrom)‏، حيث عرض به أعراض ضحايا نكبة 1948 الفلسطينيين المُهجّرين بالخوف والحرب والدمار، طالباً العالم الاعتراف به كتشخيص مرضي له استحقاق طبي وعلاجي وتعويضي.

## نشاطاته
هو ناشط سياسي وعضو في اللجنة المركزية للحزب الشيوعي الإسرائيلي والجبهة. وهو ناشط في الجمعيات الخيرية ورئيس جمعية الرباط لحوار الحضارات في أم الفحم.
- أقام الجمعية العربية للتعايش مع الأمراض المزمنة لرفع التوعية الصحية في المجتمع الفلسطيني في الداخل.[5]
- ناشط بالعمل التطوعي والجماهيري والأكاديمي.
- في عام 2015 انتخبته جمعية الكتاب ناطقا باسم صندوق المنح الجامعية على اسم فوزي فريد كرم.[6]
- عمل طبيبا في مستشفى هلل يافا لمده 7 سنوات ولاحقا ل 12 عاما في صندوق المرضى النقابي كلاليت كطبيب عائلة.
- افتتح أول شبطه مراكز أشعة رونتغن في أم الفحم وباقة الغربية وكفر قرع باسم «النجاة» التي أغلقت لاحقا لصعوبة تسويقها.
- أصدر عام 2002 لغاية 2004 صحيفة الحياة الجديدة، أسبوعية سياسية اجتماعية.
- كرمته أم الفحم عام 2015 باحتفال جماهيري كبير.
- من هواياته تربية الحيوانات الأليفة من كلاب وقطط ورعايتها والرفق بالحيوان.[7]
- ترشح لرئاسة بلدية أم الفحم باسم الجبهة والتحالف الوطني.
- يعمل طبيبا للأمراض الباطنية في مستشفى واحة السكينة نافي شالفا في منطقة الخضيرة ومستشارا باطنيا في مركز التأهيل ايلانيت.
- أصدر سي دي لباقة من قصائدة الوطنية المُغناة بعنوان «نحن جيل الملاحم» غنتها جوقه أطياف والفنان الفلسطيني احمد العرقان.
- يكتب المسرجيات والخواطر ويخرج أفلاما قصيرة يعرضها في اليو تيوب في قناته زمن نت.
- يدير ويحر موقعا الكترونيا باسم زمن نت.
- أقام برفقه زملائه الشعراء ملتقى أحرار القلم للشعراء والأدباء والذي تحول لاحقا لمؤسسة نغم للثقافة الوطنية، حيث «ن غ م» هي الأحرف الأولى من أسماء المبدعين الفلسطينيين الثلاثة: «ناجي العلي» و«غسان كنفاني» و«محمود درويش».

## مؤلفاته
نشر كتابًا عن مرض التدخين اسمه موت خلف الزاوية باللغة العبرية يُعتبر مصدر، واعترفت به جامعة حيفا كتكست بوك للتدخين، وأصدر جريدة الحياة الجديدة في مدينة أم الفحم منذ عامي (2000-2002). وكتب النقد الأدبي والمقالة السياسية.
وهو شاعر وطني تقدُّمي ورومانسي مرهف له 5 دواوين شعرية:
1. ديوان الصلاة في زمن الانتفاضة نشره عام 1986 اثناء دراسته الطب في معهد الطب الأول في ليننغراد بروسيا.
2. عيناك شرفتا وطن وأكثر وأهداه لزوجته د. سارة.
3. شيفرة الألم والأمل .
4. 531 وجع أشعار عن القرى الفلسطينية المهجّرة.
5. أنّات فوق اللهب.